# هارلان جيمس سميث
هارلان جيمس سميث (بالإنجليزية: Harlan James Smith)‏ هو عالم فلك أمريكي، ولد في 25 أغسطس 1924، وتوفي في 17 أكتوبر 1991.